# Topo (Einheit)
Der Topo war eine Flächeneinheit und Feldmaß in Peru. Das Maß beruhte auf dem Längenmaß Vara mit 375,7 Pariser Linien, was 0,8475 Meter entspricht.
- 1 Topo = 5000 Quadrat-Varas = 35,9128 Ar